# Jüdischer Friedhof (Wolfenbüttel)

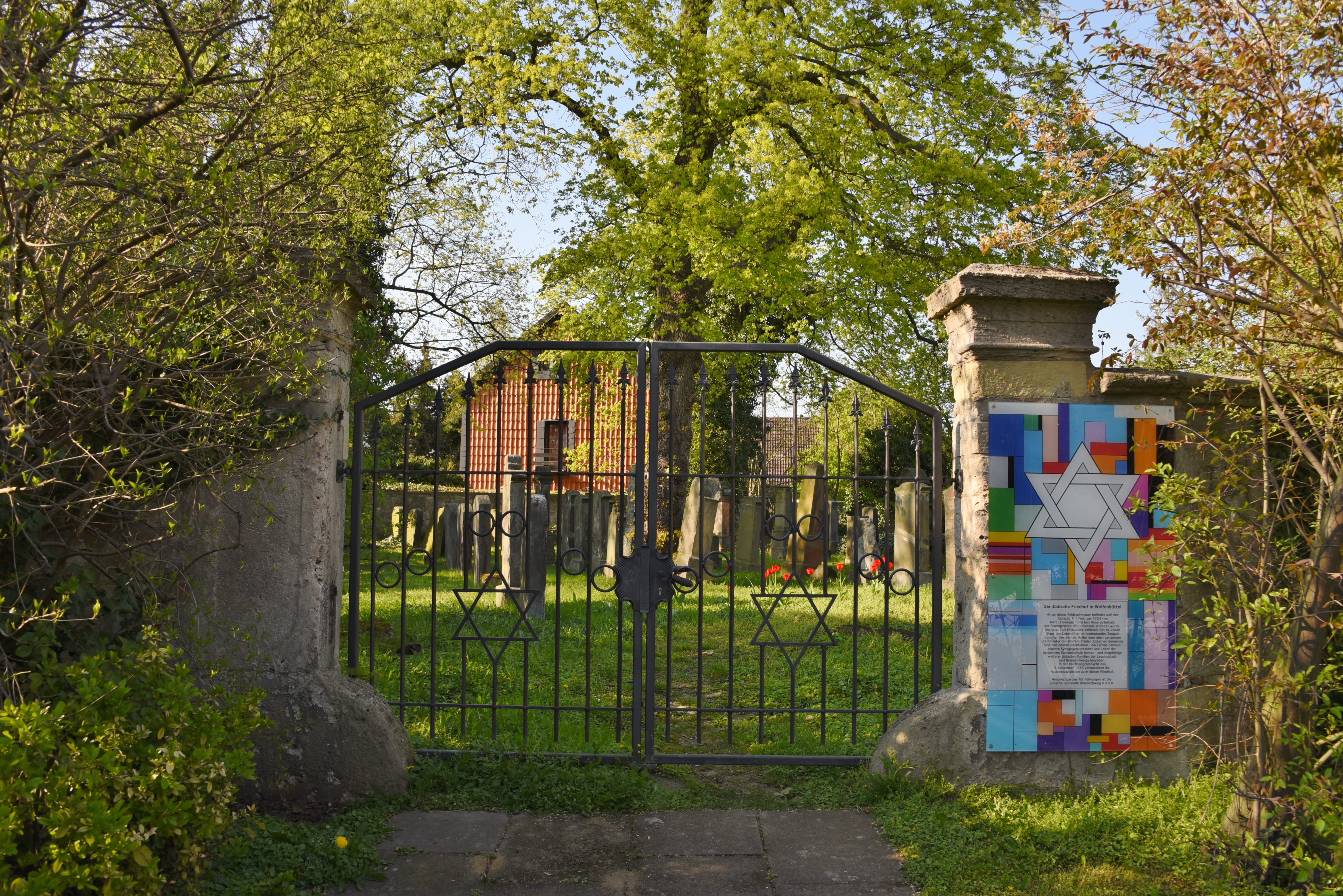
Eingangstor des Jüdischen Friedhofs Wolfenbüttel

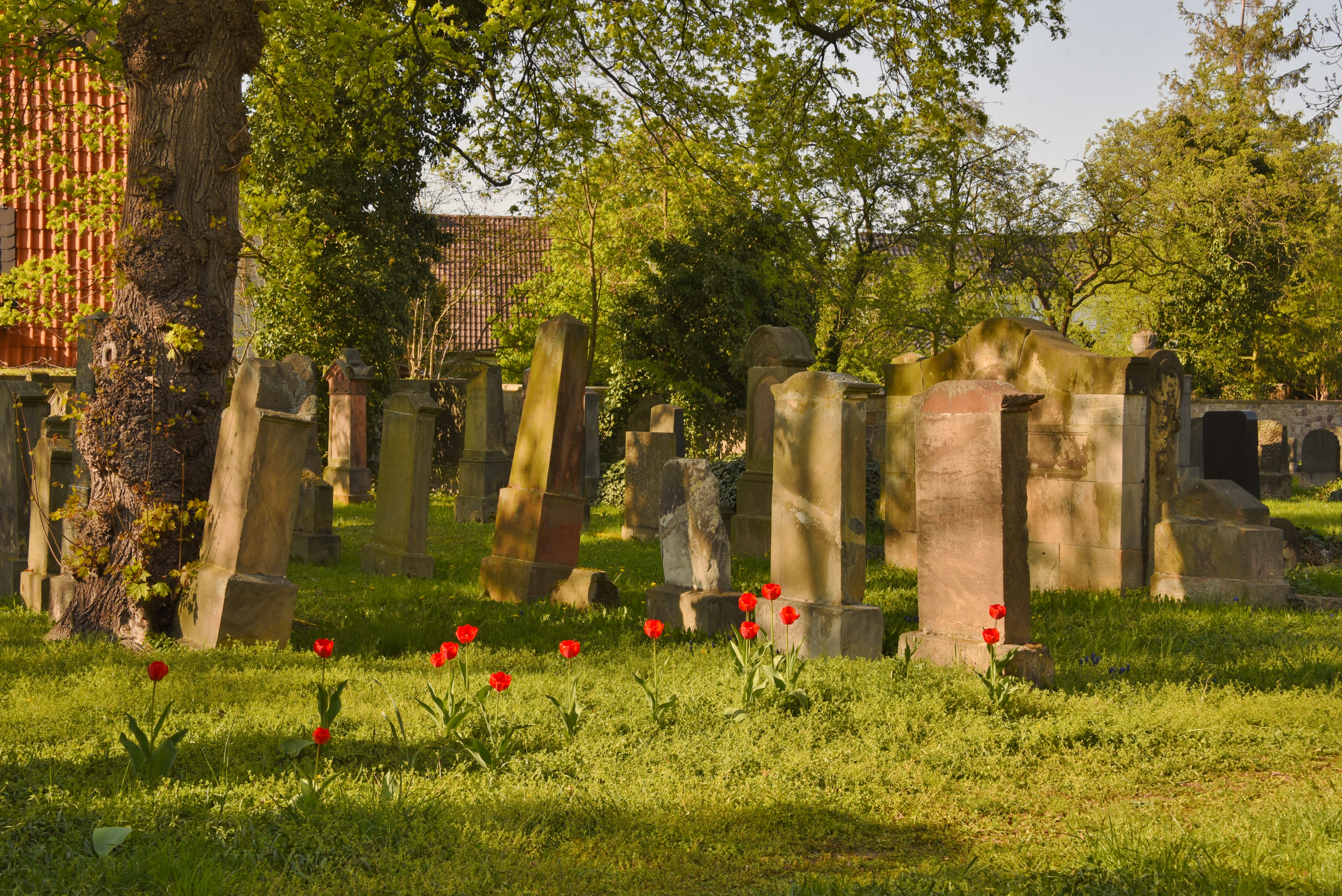
Grabsteine auf dem Friedhof

Der Jüdische Friedhof Wolfenbüttel ist ein jüdischer Friedhof in Wolfenbüttel, der Kreisstadt des gleichnamigen Landkreises Wolfenbüttel in Niedersachsen. Er ist ein geschütztes Kulturdenkmal.
Auf dem Friedhof Am Jahnstein (frühere Bezeichnung: Atzumer Weg) sind 223 Grabsteine vorhanden.  Er wurde von der jüdischen Gemeinde Wolfenbüttel angelegt und wird seit 1724 belegt.